# Doriana Leondeff
Doriana Leondeff (* 1962 in Bari) ist eine italienische Drehbuchautorin.
Doriana Leondeff wurde als Tochter eines Bulgaren und einer Italienerin geboren. Bereits in ihrer Jugend hatte sie beim Jugendtheater Kismet erste Kontakte zum Theater. Nach dem Abitur studierte sie ein Jahr in London an der Filmschule. Im Anschluss zog sie nach Rom, wo sie bis heute lebt.
In Rom sammelte sie erste Erfahrungen als Regieassistentin mit den Regisseuren Peter del Monte und Emir Kusturica. Seit 1988 konzentrierte sie sich vor allem auf das Schreiben. Sie begann mit Kleinserien für das Fernsehen und Drehbüchern für Kurzfilme. Schließlich arbeitete sie mit Regisseuren wie Nicola Badalucco, Paolo Poeti, Rodolfo Sonego, Marco Leto, Marco Turco, Claudio Del Punta, Rossella Izzo und Mimmo Caopresti zusammen. 
Im Jahr 1997 schrieb sie für Silvio Soldini das Drehbuch für den Kurzfilm Misterio a biasca. Dieser ersten gelungenen Zusammenarbeit mit diesem Regisseur führte zum nächsten Film Pane E Tulipane, der 2000 gedreht wurde und zahlreiche Preise erhielt. 

## Filme
- 1988: In Nome Del Padre
- 1989: Dio Ce Ne Scampi E Liberi
- 1990: Wir sind nicht allein (Non siamo soli)
- 1990: Un Famiglia In Giallo
- 1991: L'inchiesta
- 1993: Vieni via Con Me
- 1994: Trafitti Da Un Raggio Di Sole
- 1996: Le Acrobate
- 1997: La Parola Amore Esiste
- 1997: Vite In Sospeso
- 1998: Am Anfang waren die Unterhosen (In Principio erano le mutande)
- 2000: Femminile, Singolare
- 2000: Brot und Tulpen (Pane e tulipani)
- 2000: Una Donna Per Amico
- 2001: Brennen im Wind (Brucio nel vento)
- 2004: Agata und der Sturm (Agata e la tempesta)
- 2007: Tage und Wolken (Giorni e nuvole)
- 2010: Was will ich mehr (Cosa voglio di più)
- 2017: Die verborgenen Farben der Dinge (Il colore nascosto delle cose)
- 2025: Die Vorkosterinnen (Le assaggiatrici)